# Arabella (film)
Pour les articles homonymes, voir Arabella (homonymie).

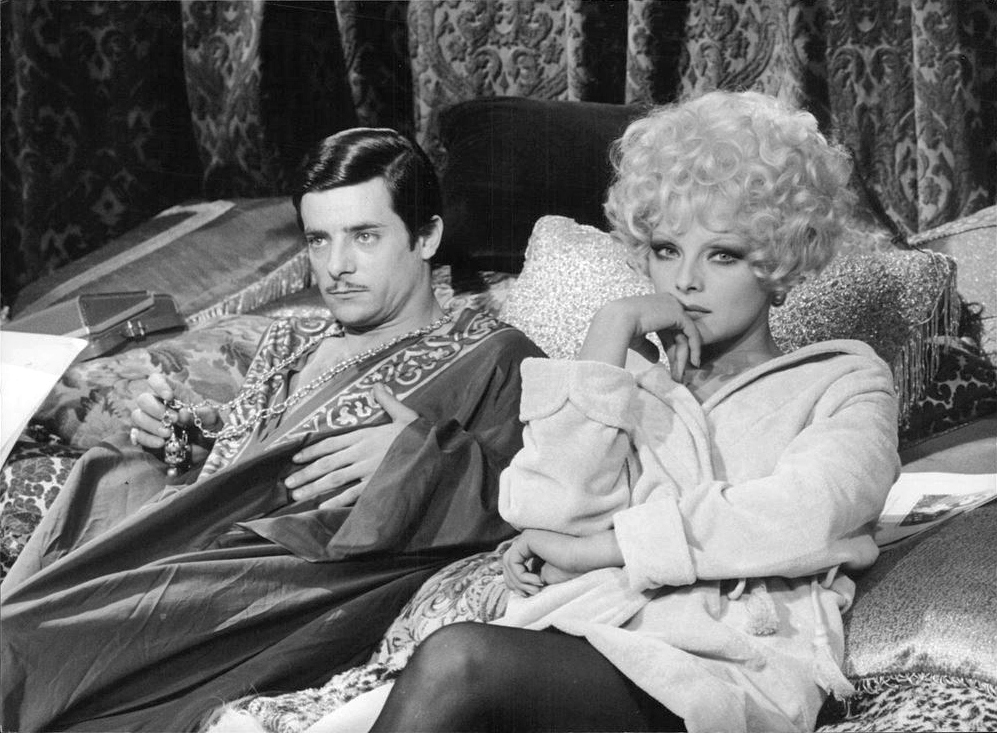
Giancarlo Giannini et Virna Lisi.

Arabella est un film italien réalisé par Mauro Bolognini, sorti en 1967.

## Synopsis
En Italie, dans les années 1920, sa mère étant menacée d'expulsion, Arabella tente d'extorquer de l'argent à toutes sortes de personnes.

## Fiche technique
- Titre : Arabella
- Titre original : Arabella
- Réalisation : Mauro Bolognini
- Scénario : Giorgio Arlorio, Adriano Baracco, Brunello Rondi
- Musique : Ennio Morricone
- Photographie :
- Montage :
- Pays d'origine :  Italie
- Format :
- Genre : Comédie
- Durée : 1 heure 45 minutes
- Date de sortie :
- Affiche : Giuliano Nistri (Italie)

## Distribution
- Virna Lisi : Arabella
- James Fox : Giorgio
- Giancarlo Giannini : Saverio
- Margaret Rutherford : Princesse Ilaria
- Milena Vukotic : Graziella
- Terry-Thomas : maître d'hôtel
- Paola Borboni : Duchesse Moretti
- Giuseppe Addobbati : Giuseppe
- Antonio Casagrande : Filiberto
- Renato Chiantoni : Marcello